# XHLNC-FM
XHLNC-FM La Número Uno 104.9 es una estación no comercial que transmite música regional mexicana desde Tecate, Baja California, México,  en 104.9 MHz. Transmite en español sirviendo a la ciudad de Tijuana, Baja California y San Diego, California.

## Historia
XLNC1 inició como un proyecto para transmitir música clásica por Internet. El fundador de la estación, Víctor Díaz convirtió esta estación en una radiodifusora normal, pero continuó transmitiendo su estación dentro de su sitio Web. Como una estación de licencia mexicana, y en la convicción de servir a las comunidades de habla Hispana y Americana en el sur de California y norte de Baja California, la música que transmiten es introducida en español, y al final de la misma, la información se da en inglés.
Desde su muerte en 2004, Díaz estipuló que la estación continuara con el formato de música clásica.

### Controversia
La estación fue licenciada para una señal de Clase A con una potencia de 1000 watts, pero debido a la dirección de la señal que transmite al norte, interfiere con la estación Los Angeles KPFK (en la misma frecuencia). La frecuencia fue asignada por el Gobierno Mexicano en acuerdo con un tratado entre los Estados Unidos y México, respecto a las estaciones cerca de la frontera. Sin embargo, hubo reportes de que XHLNC-FM estaba violando el tratado en varias maneras. En julio de 2007, XHLNC-FM solicitó un cambio de frecuencia asignándose la 104.9 FM para evitar interferencia con la KPFK.

### Cambio de frecuencia
En julio de 2007, XLNC1 anunció que se movería a 104.9 FM. Con esto, la estación tendría menos interferencia, y le permitirá aumentar su potencia de 1,000 watts hasta 7,500 watts. "La torre también sería movida de una elevación aproximada a los 600 a 4,200 pies sobre del nivel del mar, el punto más alto en esta región de Baja California". Esto también permitirá a los radioescuchas de San Diego, la posibilidad de escuhar la KPFK, que desde 2000 ha mostrado interferencia con XLNC1.
Finalmente, el cambio de frecuencia ocurrió el 10 de febrero de 2008, pero debido a problemas que surguieron en la nueva frecuencia, XLNC1 decidió trasmitir simultáneamente en 90.7 FM y 104.9 FM a partir del 26 de febrero de 2008.

### Fin de XLNC1
El Primero de marzo de 2018 deja de transmitir XLNC1, debido a que la estación fue vendida a Grupo Larsa Comunicaciones.
Una verdadera lástima este cambio ya que XLNC tenía una programación con una selección de música clásica sumanente agradable y escasa hoy día en las estaciones de radio abierta cuya señal daba servicio al norte del estado y el sur de california. El 2 de marzo de 2018 Grupo Larsa Comunicaciones asumió el control de XHLNC lanzando su formato insginia "Toño" con música variada en español e inglés presentando algunos programas locales. El 18 de diciembre de 2019 la operación de la estación es transferida a MLC Media, una compañía especializada en la producción de programas para el mercado latino de Estados Unidos. MLC introdujo el concepto de "Más Flo" con ritmos inclinados al reguetón y música urbana latina.

### Salida de Más Flo y Click XM 104.9 FM
El 1.º de abril de 2020, Más Flo salió súbitamente del aire, esto debido a que la estación está bajo una concesión social que impide comercializarla. Por ese motivo, MLC Media devolvió la señal a sus concesionarios. Durante ese mes transmitió música variada en español con identificaciones que llevaban la voz de uno de los presentadores de la extinta XLNC1. El 1 de mayo, entró al aire el concepto Click XM, con un formato de música de todos los géneros tanto en inglés como en español, tomando el eslogan de "Radio Libre" y "The Social Radio" está última emulando al propósito de la concesión dada a XHLNC.
El 18 de marzo de 2021, la programación cambió a música grupera dejando de ser Click XM y para el 20 se denominó como ¨La Número Uno 104.9¨.